# Герб лену Кальмар
Герб лену Кальмар (швед. Kalmars läns vapen) — символ сучасного адміністративно-територіального утворення лену Кальмар.

## Історія
У 1930-х роках лен Кальмар використовував герб із двох полів. Новий варіант мав чотири поля. Його затверджено 1944 року.

## Опис (блазон)
Щит розтятий і перетятий; у 1-у та 4-у золотих полях спинається червоний лев із синім озброєнням і тримає в передніх лапах червоний арбалет із чорним луком і срібним наконечником, у 2-у та 3-у синіх полях — золотий олень із червоними рогами, коміром, язиком і копитами.

## Зміст
У гербі лену Кальмар поєднано символи ландскапів Смоланд і Еланд.
Герб лену може використовуватися органами влади увінчаний королівською короною.

## Галерея

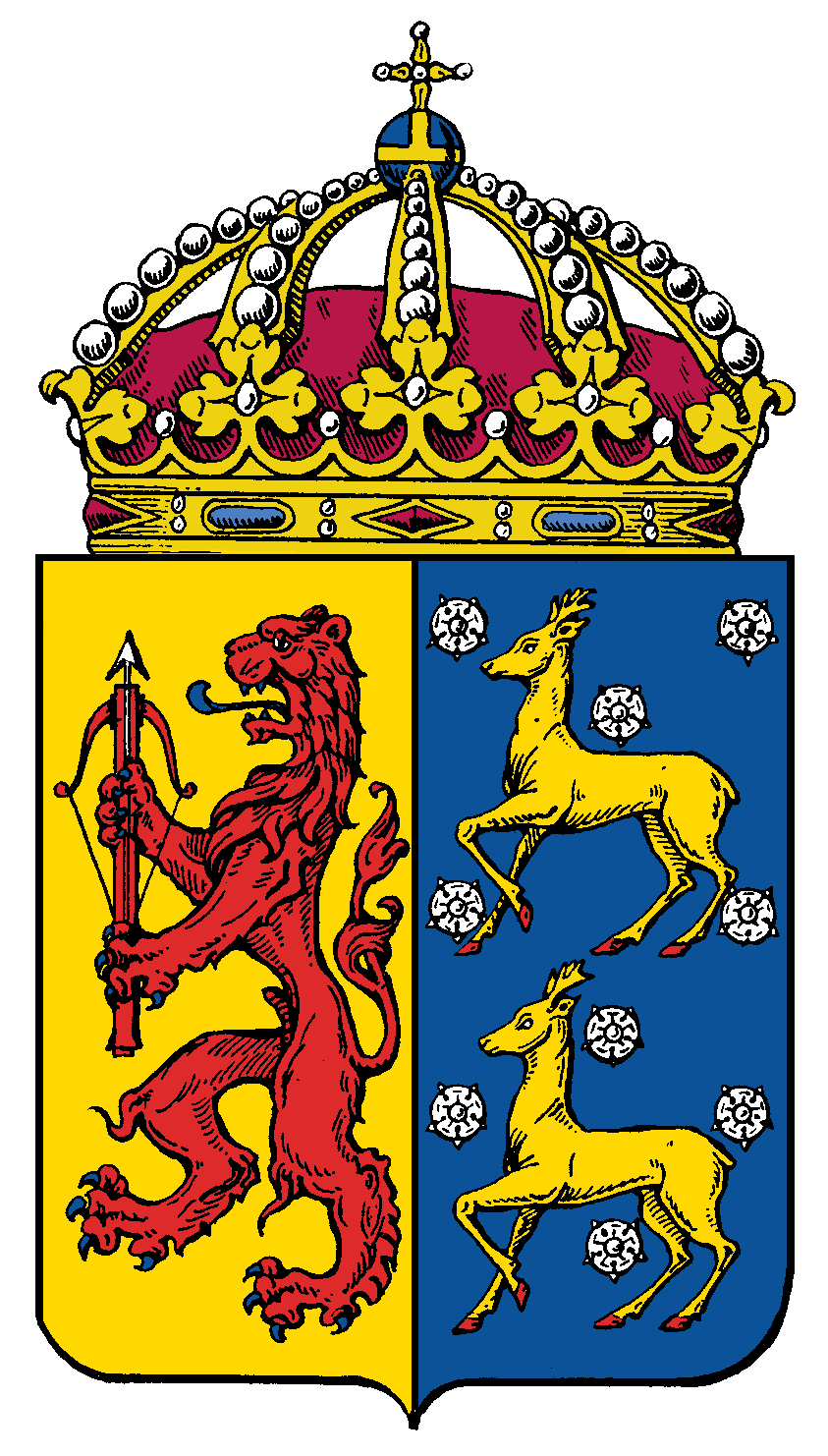
Герб лену Кальмар (до 1944)
Герб Смоланду
Герб Еланду